# Cockpit (geografija)
Cockpit je tropska vrtača, obdana s stožčastimi griči. Ime izvira iz takega tipa kraških globeli v kraški pokrajini Jamajke. Razlika z običajno vrtačo je v tem, da ima zvezdasto obliko. Oblika je posledica tega, da med posameznimi globelmi ni več ravnega sveta, ampak se robovi stikajo in so vmes kraški stožci. Podobna oblika cockpit krasa, ki je depresijska oblika, je fengcong kras, ki je stožčasta oblika.